# Лаура Марті

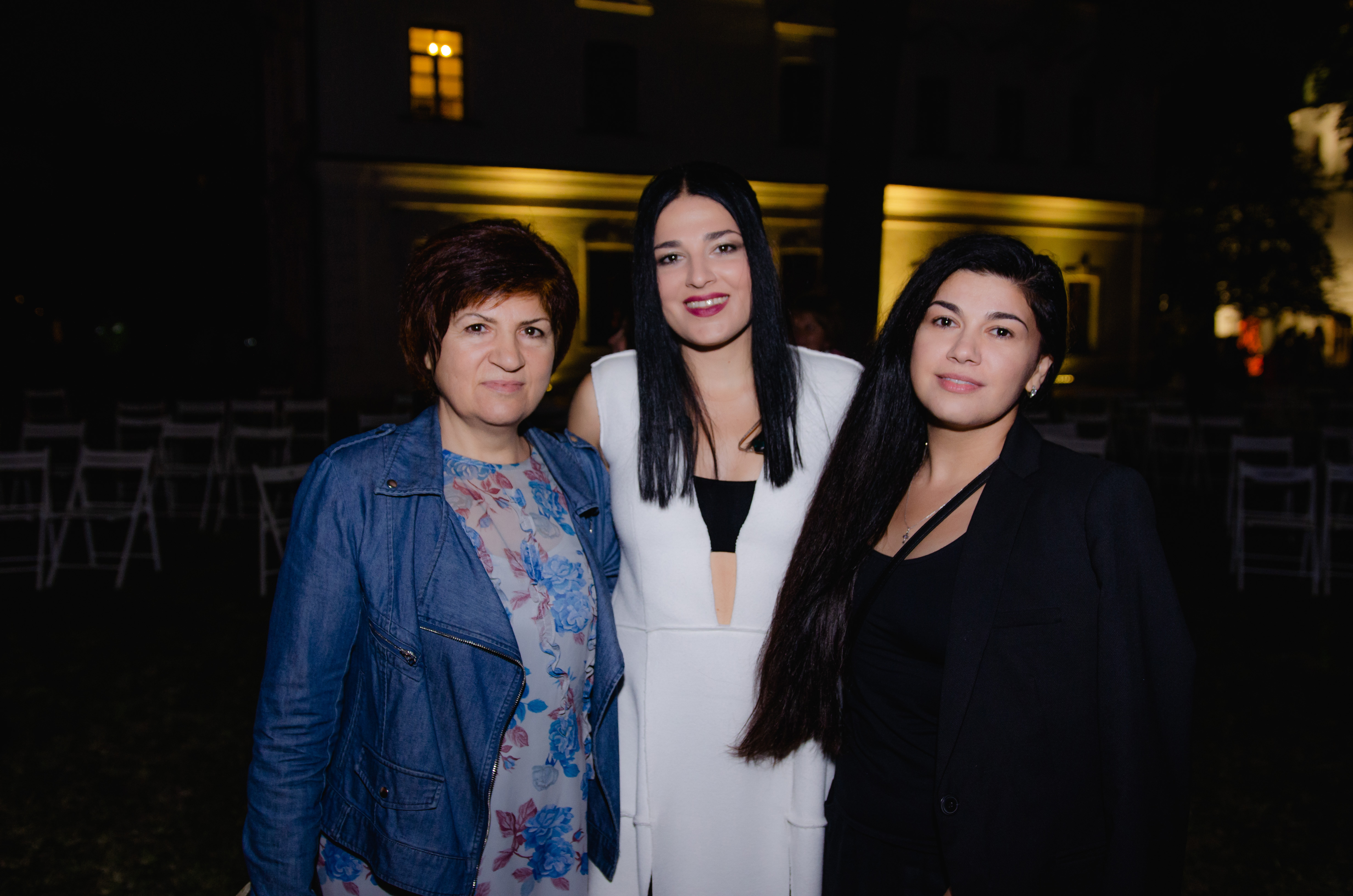
Лаура Марті з матір'ю Ніною Іванівною та сестрою Христиною.

Лаýра Мáрті, також відома як LAURA MARTI (ім’я при народженні Лаýра Ашóтівна Мартіросян; нар. 17 липня 1987, Харків) — українська співачка, композиторка, авторка текстів, акторка, модель. Працює в жанрах джаз, блюз, фанк, соул, самба, поп, поп-рок та етно. "Співачка року" за версією ELLE Style Awards. Номінантка на звання "Проєкт Року" ELLE Style Awards та "VIVA! Найкрасивіші".

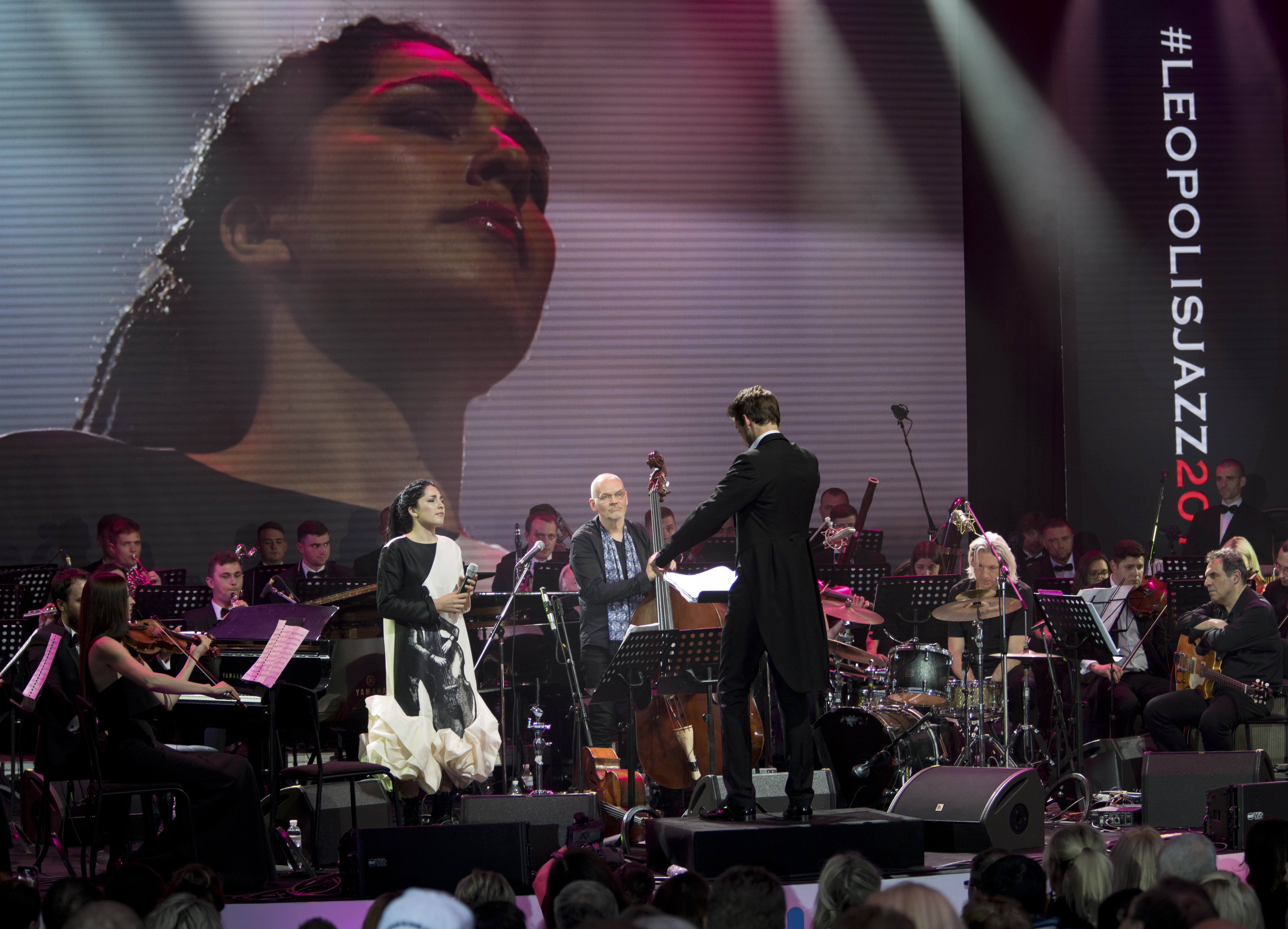
Виступ Лаури Марті з Lars Danielsson та оркестром INSO-Lviv на Leopolis Jazz Fest у 2018 році

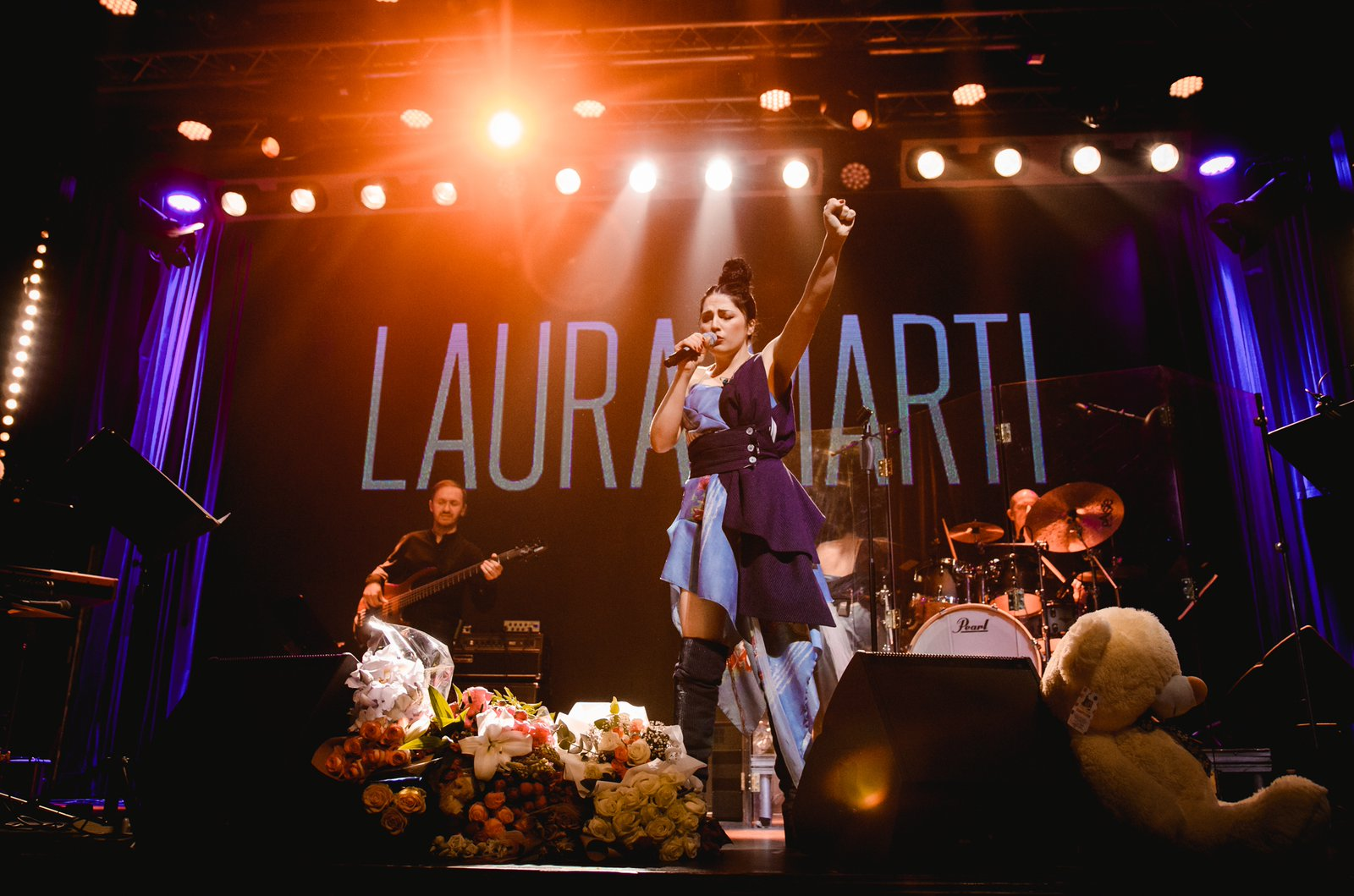
Виступ Лаури Марті на сольному концерті

## Ранні роки та освіта
Лаура Марті народилась 17 липня 1987 року у Харкові. Мати — Баласанян Ніна Іванівна, батько  —  Мартіросян Ашот Багратович, старша сестра  — Христина Марті (музикантка, співачка, авторка музики та текстів).
Коли Лаурі виповнився один місяць, мати перевезла її до Кіровабаду (батьківщина мами). З мамою та сестрою Лаура повернулася до Харкова у віці одного року. Влітку 1989 року Лаура з матір’ю поїхали на час відпустки в Азербайджан. Цього року в Азербайджані загострився міжнаціональний конфлікт — розпочались сумгаїтські погроми. Напад було вчинено і на дім сім’ї Лаури. Їм вдалося вижити завдяки тому, що дядько Лаури Амбарцум та її сестра Христина тримали оборону. Після нападу сім'я переховувалась за містом протягом двох тижнів. Двома різними літаками вони дісталися до України та Росії, згодом оселившись у Харкові.
З 1994 по 2002 рік Лаура навчалася у Харківській спеціалізованій загальноосвітній школі № 17.
З 1996 по 2002 рік здобувала музичну освіту в дитячій музичній школі №1 ім. Л.Бетховена по класу фортепіано.
З 1997 по 2002 рік Лаура співала у дитячому хорі "Весняні голоси" під керівництвом Сергія Миколаєвича Прокопова. Разом з хором брала участь у концертах у Харкові, їздила на гастролі до Польщі. 
З 1997 по 1998 рік була учасницею вокального ансамблю "Експресія".
З 1998 по 2001 рік Лаура займалася бальними танцями, брала участь у конкурсах, займала призові місця. Також Марті займалася брейк-дансом та сучасними танцями.
У 2001 році стала солісткою біг-шоу-бенду "Віртуози Харкова".
З 2001 року по 2006 рік навчалась мистецтву композиції у класі композитора В.М.Птушкіна.
З 2002 по 2006 роки навчалася у Харківському музичному училищі ім.Б.М.Лятошинського по класу “джазове фортепіано” у Сергія Миколайовича Давидова, закінчила факультатив музичної композиції.
З 2006 по 2010 рік навчалася у Київському інституті музики ім.Р.М.Глієра, спеціальність "музичне мистецтво" (джазовий спів). Отримала кваліфікації артист оркестру, ансамблю, викладач співу (джаз), звукорежисер.
Також, з 2010 по 2018 роки Лаура Марті пройшла ряд майстер-класів, серед яких майстер-класи Марека Балата (польський джазовий співак), Вадима Неселовського (викладач Berklee College у Бостоні), Сета Ріггса (викладач Майкла Джексона і Мадонни), двотижневі майстер-класи Cho-Jazz у Польщі, майстер-клас Міши Циганова (нью-йоркський піаніст), Дени Де Роуз (співачка, піаністка, викладачка музичної консерваторії у Граці, Австрія).
У 2014 році була єдиною учасницею з України, яка потрапила на закриту подію Jazz Camping Kalatówki. Марті виступила з польським джазовим піаністом Leszek Mozdzer.
У 2018 році пройшла вокальну школу Estill Voice Training у Відні.

## Музична кар’єра
Лаура Марті розпочала писати музику починаючи з дитинства.
З 2008 року Лаура дає сольні концерти.
З 2011 по 2017 роки викладала вокал у ШДЕМ (школа джазового естрадного мистецтва) у Києві.
З 2013 року проводить майстер-класи з вокалу у різних містах України.
Перший альбом "Krunk" Лаура записала разом зі своєю сестрою Христиною. Лаура Марті випустила п’ять авторських студійних альбомів. Також Лаура має два спільних альбоми, записаних в колаборації з іншими виконавцями та близько 10 синглів.
Марті виконує пісні українською, англійською, португальською, французькою, російською, вірменською  мовами.

### Фестивалі та колаборації
Лаура Марті є учасницею наступних міжнародних фестивалів: Leopolis Jazz Fest (Alfa Jazz Fest), Jazz nad Odrą, Lotos Jazz Fest, Bielska Zadymka Jazzowa, Jazz Bez, Bouquet Kyiv Stage, Atlas Weekend 2021, Флюгери Львова та інші.
Марті співпрацює з закордонними музикантами, серед яких Bobby McFerrin, Lars Danielsson, Magnus Öström,  Michiel Borstlap, Hans Peter Salentin, Misha Tsiganov, Vadim Neselovskyi, Tamara Lukasheva та ін.
З 2007 року Лаура Марті співпрацює з піаністкою, композиторкою та викладачкою Наталією Лебедєвою, з якою Лаура записує всі свої студійні альбоми, грає численні концерти (Україна, Польща, Вірменія) працює над бразильською музикою у власному гурті "LeLa Brasil Project", а також, в авторських проєктах Наталії Лебедєвої:
- "Quests" (Nataliya Levedeva Quintet);[21]
- “Waves” Nataliya Levedeva Trio.[22][23][24][25]

У 2016 році співпрацювала з татаро-українським піаністом та композитором Usein Bekirov (проєкт "Taterrium").
У 2018 році Марті виступила на головній сцені Leopolis Jazz Fest з відомим шведським контрабасистом і композитором Lars Danielsson, спеціально написавши український текст до його пісні.
У лютому 2018 року Лаура Марті та Katya Chilly презентували спільну пісню “Пташина молитва”, присвячену подіям Революції гідності.
У 2019 році виступила у складі хору Bobby McFerrin на головній сцені Leopolis Jazz Fest.
З 2015 року є учасницею “Jazz in Kiev Band” Олексія Когана.

### Проєкти
У 2007 році створила гурт, Lela Brasil Project, в якому виконувала бразильську музику.
У 2015 та 2018 роках була гостею подкастів на Громадському радіо.
У 2019 році Лаура Марті представила музичне 3-D шоу "SHINE" в Театрі на Подолі.
У 2019 році першою привезла в Україну вокальну школу "Estill Voice Training" та провела п'ятиденне навчання двох рівнів з іноземними викладачами для українських співаків.
У 2021 році Лаура Марті стала учасницею проєкту "Голос країни — 11", спочатку у команді Дорофєєвої, а потім — у команді Тіни Кароль.
У 2021 році була гостею подкасту “Дні джазу” на Радіо Аристократи.
У свій день народження 16 липня 2021 року, Лаура Марті відіграла перший в Україні концерт сторіз-формату “День народження на сцені”.

## Громадська діяльність
Взимку 2014 року під час Революції гідності, разом з сестрою допомагала демонстрантам їжею та речами.
У 2017 році — благодійний тур “Музика свободи – музика вільних людей” в рамках проєкту "Схід і Захід разом” з симфонічним оркестром "INSO-LVIV" та Вадимом Неселовським.
У 2020 році було реалізовано благодійний проєкт "Будьмо ближче": завдяки онлайн-платформі відбулося спілкування дітей з дитячих будинків з відомими людьми.
У 2020 році відбувся благодійний виступ на четвертому благодійному кінопоказі — “Короткий метр за довге життя".
У 2021 році Марті стала амбасадоркою програми “Навчай для України”, метою якої є подолання освітньої нерівності в країні.
У 2021 році разом з сестрою та матір’ю стала обличчям соціального проєкту "СВОЯ", який розповідає про різних за походженням відомих українок, які зазнали булінгу щодо свого коріння.
У 2021 році стала обличчям соціального проєкту "ScinSkan. Я бережу свою шкіру", який виступає за боротьбу проти меланоми.
Через місяць після початку повномасштабної війни Росії проти України, Лаура виїхала до Німеччини, де веде активну концертну діяльність на підтримку України.

## Дискографія

### Альбоми
- 2011  — "Krunk" (журавель) "Laura & Kristina Marti";
- 2014  — "Chanapar" (дорога) "Laura & Kristina Marti";
- 2016 — "Try to Feel"  — "Laura & Kristina Marti";
- 2016 — "Quests" Nataliya Lebedeva Quintet feat. LAURA MARTI & Hans-Peter Salentin;
- 2016 — "Lemkian suite" Anton Pyvovarov feat. LAURA MARTI;
- 2018 — "Shine";
- 2019 — "Все буде добре";
- 2022 — "24th".

### Музичні відео
- Laura & Kristina Marti — Chanapar (Дорога) [Архівовано 30 грудня 2021 у Wayback Machine.]
- Laura Marti feat. Katya Chilly — Пташина Молитва [Архівовано 13 жовтня 2021 у Wayback Machine.]
- Пташина Молитва (Remake) [Архівовано 30 січня 2022 у Wayback Machine.]
- I Want You To Hear Me
- Hostage [Архівовано 24 березня 2021 у Wayback Machine.]
- I Dream [Архівовано 30 грудня 2021 у Wayback Machine.]
- Сяй [Архівовано 3 квітня 2021 у Wayback Machine.]
- Все буде добре [Архівовано 30 грудня 2021 у Wayback Machine.]
- Сила моя – it’s my family [Архівовано 30 грудня 2021 у Wayback Machine.]
- VOLYA
- CHOMU (ЧОМУ)
- WE MUST THINK
- 24th
- NEZALEZHNA

## Нагороди
- 2022 — GrandPrix на Ladies’ Jazz Festival у Гдині (Польща).[48]
- 2018 — номінантка "VIVA! Найкрасивіші", журнал VIVA!.[49]
- 2018 — номінантка на звання "Проєкт Року" ELLE Style Awards за музичне 3-D шоу "SHINE" в Театрі на Подолі.[50]
- 2017 — "Співачка року" за версією ELLE Style Awards.[51]
- 2004 — два Гран-Прі на IV Міжнародному конкурсі молодих композиторів "Маестро" (м. Сімферополь).
- З 2002 по 2006 роки отримали ряд нагород як композитор:

1. третє місце на конкурсі  "І струни Лисенка живії" у Полтаві,
2. перше місце на конкурсі молодих композиторів ім. М.Л.Ревуцького у Чернігові,
3. перше місце на конкурсі "Жива Музика" у Києві.

- 1998 — переможниця міського конкурсу "Юні Зірки Харкова" у складі вокального квартету "Експресія".

## Цікаві факти
- У 13 років на вокальному конкурсі у Харкові, Марті планувала виступати з піснею Едіт Піаф "Non je ne regrette rien" у свої віковій категорії. Після прослуховування голова журі Уманський не допустив Лауру до конкурсу зі словами: “Їй тут нема з ким конкурувати! Вона всіх "покладе на лопатки". Я можу пропустити вас лише у наступну категорію до 28 років”. — Пізніше з'ясувалось, що це було пов'язано з корупцією.[4]
- У 14 років у зв'язку з пошкодженням голосу в період тяжкої мутації, щоб уникнути операції, лікар заборонив Лаурі співати. Вона не займалася співом протягом 4 років.[14]
- За місяць до вступних іспитів у Харківському національному інституті мистецтв на композиторський відділ, згадала свою мрію стати співачкою і поїхала підкорювати столицю.
- У 2017 році Лаура Марті створила колекцію одягу "JAZZ FACES" з брендом OSTEL.[52]
- Участь у проєкті "Голос країни — 11", був подарунком Лаури своїй матері, яка мріяла побачити дочку на проєкті.[8]